# Matthias Foremny
Matthias Foremny (* 1972 in Münster) ist ein deutscher Dirigent und Hochschullehrer.

## Leben und Wirken
Foremnys Vater war der Komponist und Hochschullehrer Stephan Foremny. Das Studium absolvierte er 1992–1998 in Detmold und Wien. Von 1998 bis 2000 war er  Erster Kapellmeister und stellvertretender Generalmusikdirektor (GMD) am Landestheater Detmold. Anschließend wechselte er in gleicher Funktion  bis 2003 an die Komische Oper in Berlin. Von 2003 bis 2012 war er GMD und Operndirektor am Mecklenburgischen Staatstheater Schwerin. Seit 2011 ist Matthias Foremmy Erster ständiger Gastdirigent an der Oper Leipzig. Von 2013 bis 2019 wirkte er zugleich als Chefdirigent des Stuttgarter Kammerorchesters.
2014 übernahm Foremny eine Professur für Dirigieren und Orchesterleitung an der Hochschule für Musik „Felix Mendelssohn Bartholdy“ Leipzig.
Foremny leitete u. a. folgende Orchester: Gewandhausorchester, Staatskapelle Dresden, Deutsches Symphonie-Orchester Berlin, Bundesjugendorchester, Rundfunksinfonieorchester Berlin, Finnish Radio Symphony Orchestra Helsinki, WDR Sinfonieorchester Köln, NDR Elbphilharmonie Orchester, NDR Radiophilharmonie Hannover, Warschauer Philharmonie, Zürcher Kammerorchester, Staatskapelle Weimar, MDR-Sinfonieorchester, Philharmonisches Staatsorchester Hamburg in der Staatsoper Hamburg, Deutsche Oper Berlin, Gürzenich-Orchester der Bühnen der Stadt Köln.

## Auszeichnungen
- 1995: Gewinner des internationalen Dirigentenwettbewerbs Prager Frühling
- 2001: Bayerischer Theaterpreis für The Turn of the Screw
- 2002: Preisträger des Dirigentenforums des Deutschen Musikrates
- 2012: Echo Klassik Preisträger